# Universitätsarchiv der Technischen Universität Chemnitz
Das Universitätsarchiv der Technischen Universität Chemnitz ist eine Abteilung der Universitätsbibliothek der TU Chemnitz. Hauptaufgabe des Universitätsarchivs ist die Sicherung des in der Universität entstehenden Schriftguts.

## Geschichte
Das Universitätsarchiv wurde 1956 gegründet. Zuvor fand die Verwaltung und Aufbewahrung des Schriftguts durch den Direktor der 1836 als Gewerbeschule gegründeten TU statt. Ab 1851 wurde dies die Aufgabe eines kaufmännischen Angestellten. Das älteste Archivgut stammt aus dem Jahr 1894.
Seit 1964 ist das Archiv eine Einrichtung der Hochschulbibliothek, bloß zwischen 1969 und 2014 war das Archiv wieder eine eigenständige, dem Rektorat direkt unterstellte zentrale wissenschaftliche Einrichtung. Ab 1971 war das Archiv in der Reichenhainer Straße 41 untergebracht.
1992 wurde das Archiv aufgrund der Wende vorübergehend geschlossen und es wurde nur ein Notbetrieb durch Lothar Weltz aufrechterhalten. Kommissarische Leitung des Archivs wurde Dagmar Szöllösi.
Zwischen 2009 und 2018 übernahm das Archiv jährlich im Schnitt 48 Dateien und 136 lfm. Archivgut. Im selben Zeitraum verzeichnete das Archiv jährlich durchschnittlich ca. 95 Benutzertage. 2018 wurden 3.418,55 Euro Benutzungsgebühren eingenommen. Die Website registrierte 129.709 Aufrufe.
Neben der Leitungsstelle verfügte das Archiv 2018 zwei Etatstellen, eine Sachbearbeiterstelle und zwei studentische Hilfskräfte mit jeweils 40 Stunden pro Monat. Außerdem wurden an insgesamt 54 Tagen wurden drei Praktikanten betreut.
Im November 2020 zog das Archiv in das Gebäude der rekonstruierten Alten Spinnerei in der Straße der Nationen 33 um.

## Leitung
| Leitung ab | Leitung                                  |
| ---------- | ---------------------------------------- |
| 1956       | Erwin Jentzsch                           |
| 1964       | Lothar Weltz                             |
| 1981       | Jutta Bohn                               |
| 1992       | Dagmar Szöllösi (kommissarische Leitung) |
| 1995       | Stephan Luther                           |

## Bestände

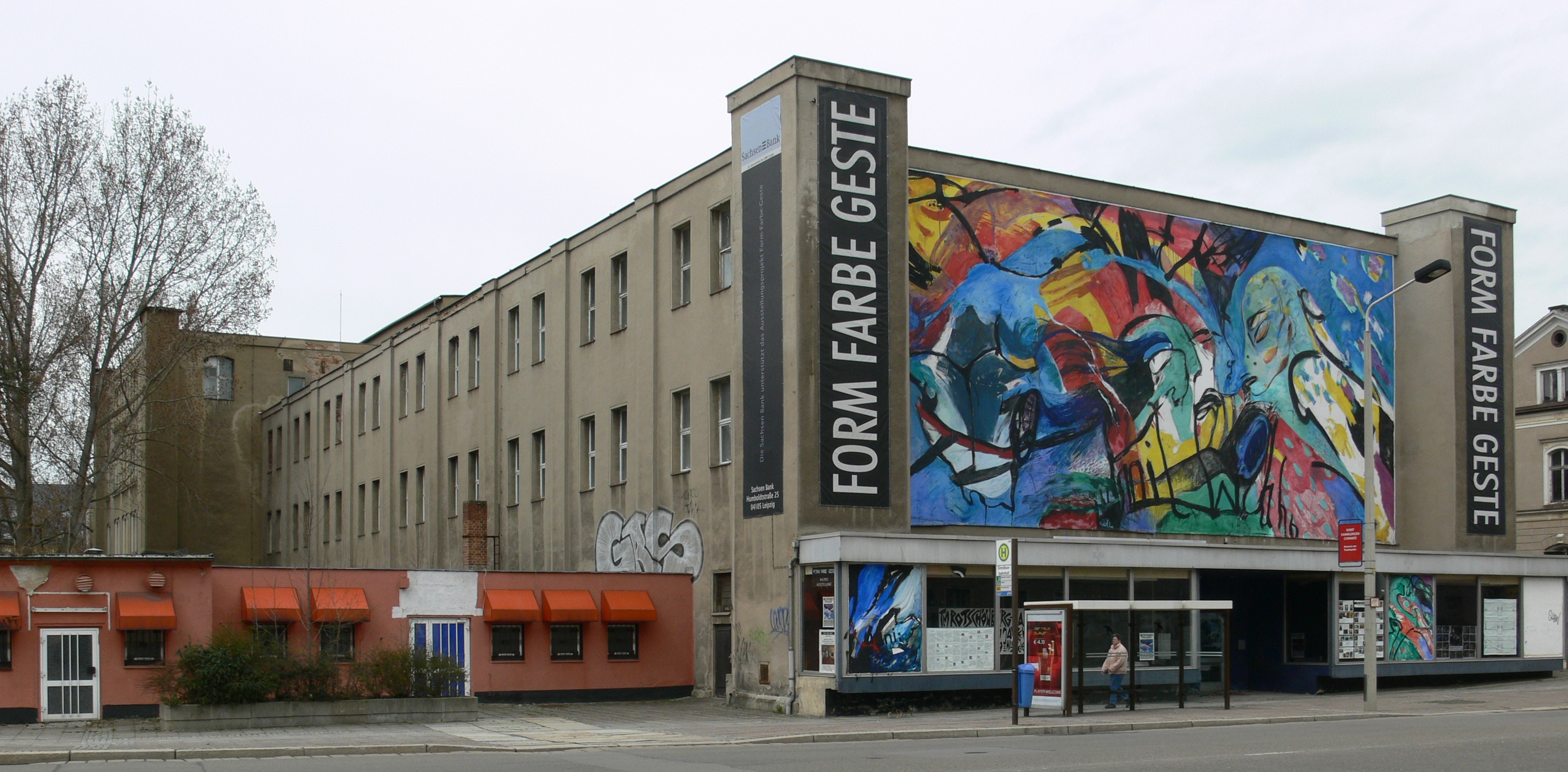
Alte Aktienspinnerei vor Umbau und Einzug des Archivs

Die Bestände des Universitätsarchivs gliedern sich in fünf Abteilungen:
- Abteilung 1: Bestände bis 1945 (100er Nummern)[8]
  - 100: Personalakten TLA
  - 101: Matrikel
  - 102: Technische Staatslehranstalten
  - 103: Textilschulen Chemnitz und Limbach
  - 104: Höhere Webschule Zittau
  - 105: Fachschule für Metallbearbeitung Aue
  - 106: Lehrerseminar Auerbach
  - 107: Stiftungen
- Abteilung 2: Bestände von 1945–1990 (300er Nummern)[9]
  - 200: Personalakten TH/TU
  - 201: Hochschule für Maschinenbau
  - 202: TH/TU Karl-Marx-Stadt
  - 203: Studentenakten der TH Karl-Marx-Stadt und Nachfolger
  - 204: ABF
  - 205: Pädagogisches Institut
  - 206: IS für Maschinenbau und Textiltechnik
  - 207: IS für Werkstofftechnik
  - 208: IS für Textilindustrie Apolda
  - 209: Fachschule für Chemie Dresden
  - 210: Technische Lehranstalten
  - 211: Meisterschule Plauen
  - 212: Ingenieurschule für Werkzeugmaschinenbau und Elektrotechnik
  - 213: Oberlungwitz
  - 214: Ingenieurpädagogen
  - 215: IfL Rochlitz
  - 216: Breitenbrunn
  - 217: PH Zwickau
  - 218: IfL Auerbach
  - 219: Brigadetagebücher
  - 220: SED
  - 222: FDGB
  - 223: GST
  - 225: HSG
  - 230: Promotionsakten
  - 231: FDJ
- Abteilung 3: Nachlässe, Nachlasssplitter und Schülermitschriften (300er Nummern)[10]
- Abteilung 4: Bestände ab 1990 (400er Nummern)[11]
  - 401: TU Chemnitz
  - 421: Schiedsstelle für Arbeitsrecht an der TU Chemnitz
  - 431: Studentenrat
  - 432: Gesellschaft der Freunde
- Abteilung 5: Sammlungen (500er Nummern)[12]
  - 502: Fotosammlung
  - 503: Medaillen
  - 504: Festschriften und Chroniken
  - 505: Klischeesammlung
  - 506: Urkunden
  - 507: Alumniberichte
  - 510: Vordrucksammlung
  - 511: Druckschriftensammlung
  - 512: Textilsammlung Gast
  - 513: Wandtafeln
  - 514: Sammlung Malerei und Grafik
  - 515: Plakatsammlung
  - 517: Sammlung von Studienplänen und -ordnungen
  - 518: Gegenstände
  - 520: Audiosammlung
  - 521: Studentenverbindung Teutonia
  - 522: Studentenzeitungen
  - 523: Studentica
  - 525: Filmarchiv
  - 530: VDI
  - 542: Zeitungen/Zeitschriften
  - 543: Jahresberichte der TStLA

## Publikationen

### Jahresberichte des Archivs
- Jahresbericht 2005 (online: pdf)
- Jahresbericht 2008 (online: pdf)
- Jahresbericht 2009 (online: pdf)
- Jahresbericht 2014 (online: pdf)
- Jahresbericht 2015 (online: pdf)
- Jahresbericht 2016 (online: pdf)
- Jahresbericht 2017 (online: pdf)
- Jahresbericht 2018 (online: pdf)

### Über das Universitätsarchiv
- Die Bestände des Archivs der Technischen Hochschule Karl-Marx-Stadt. Kleiner Archivführer. Karl-Marx-Stadt 1976.
- Luther, Stephan: Der Traum vom digitalen Archiv – Anspruch und Wirklichkeit. Die Digitalisierung des Nachlasses Carl von Bach im Universitätsarchiv Chemnitz. In: Archivische Informationssicherung im digitalen Zeitalter: Optisch-elektronische Archivierungssysteme in der Verwaltung und die Konsequenzen für kommunale Archive. (Archivhefte Landschaftsverband Rheinland. Heft 33) Köln 1999, S. 81–91.  (online: Webseite)
- Luther, Stephan: Universitätsarchiv der Technischen Universität Chemnitz. In: Der Archivar 3/2003, S. 233–235.
- Luther, Stephan: Die Digitalisierung eines Nachlasses: Königsweg oder Sackgasse. In: Tagungsband 12. Sächsischer Archivtag, 1.–3. Oktober 2004 in Plauen. Archive als Dienstleister – Anspruch und Wirklichkeit. Leipzig 2006, S. 46–49. (online: pdf)
- Luther, Stephan: Studentenakten. Fluch oder Segen? In: Dokumentationsziele und Aspekte der Bewertung in Hochschularchiven und Archiven wissenschaftlicher Institutionen: Beiträge zur Frühjahrstagung der Fachgruppe 8 am 23. und 24. März 2006 an der Universität des Saarlandes in Saarbrücken. Hrsg. vom Präsidenten der Universität des Saarlandes. Saarbrücken 2007, S. 191–196.

### Zur Universitätsgeschichte
- Luther, Stephan: Die Staatliche Akademie für Technik in der NS-Zeit. In: Mtt. des Chemnitzer Geschichtsvereins. NF Heft X. Chemnitz 2001, S. 49–64.
- Luther, Stephan: Ingenieur- und Textilschulen. In: Von der Wolfsjägersiedlung zum Hightech-Standort. Eine Chemnitzer Stadtteilgeschichte zu Altchemnitz und Umgebung. Hrsg. von Jörn Richter. Chemnitz 2001, S. 104–107.
- Luther, Stephan: Hochschule und Universität. In: Von der Wolfsjägersiedlung zum Hightech-Standort. Eine Chemnitzer Stadtteilgeschichte zu Altchemnitz und Umgebung. Hrsg. von Jörn Richter. Chemnitz 2001, S. 95–104.
- Luther, Stephan: Zeitzeugen gesucht. Neue Forschungen zur Unigeschichte – Jubiläum im Jahr 2003 wird vorbereitet. In: TU Spektrum 2/2002, S. 43.
- Luther, Stephan (Gesamtleitung): Von der Kgl. Gewerbschule zur Technischen Universität. Die Entwicklung der höheren technischen Bildung in Chemnitz 1836–2003. Chemnitz 2003. (Link zum Inhaltsverzeichnis (mit Vorwort und Einleitung), Link zum Volltext)
- Luther, Stephan: Die Schüler der Königlichen Gewerbschule Chemnitz 1836 bis 1848. In: Hascher, Michael; Luther, Stephan; Szöllösi, Dagmar (Hrsg.): Sachsen in der Wissenschafts- und Technikgeschichte. Festschrift für Friedrich Naumann. (= Freiberger Forschungshefte, D 218) Freiberg 2005, S. 52–72.
- Lambrecht, Wolfgang: Wissenschaftspolitik zwischen Ideologie und Pragmatismus: Die III. Hochschulreform (1965–71) am Beispiel der TH Karl-Marx-Stadt. Münster 2007.
- Kausch, Jana: Eine Gesellschaft, die ihre Jugend verliert, ist verloren. Das hochschulpolitische Konzept der SED am Beispiel der Technischen Hochschule/Universität Karl-Marx-Stadt und die daraus resultierende Verantwortung der FDJ zwischen 1953 und 1989/90. Chemnitz 2009. (online-Version im Universitätsverlag Chemnitz)
- Luther, Stephan: Die Gewerbeakademie Chemnitz in der Weimarer Zeit. In: Chemnitz – Aufbruch in die Moderne. Reform – Ansätze – Widerstände. Beiträge zur Stadtgeschichte 1918–1933. Aus dem Stadtarchiv Chemnitz, Heft 11. Chemnitz 2010, S. 127–148.
- Seifert, Karl-Dieter: Die Chemnitzer Akademie und ihre Flugzeuge 1910–1945, Berlin 2011. NORA Verlagsgemeinschaft, ISBN 978-3-86557-271-4.
- Steinebach, Mario (Red.): 175 – Das etwas andere Jubiläumsbuch. Hrsg. von der Gesellschaft der Freunde der Technischen Universität Chemnitz e.V., Chemnitz 2011. (Volltext)
- Naumann, Friedrich: 175 Jahre Technische Mechanik. Ein Beitrag zum Jubiläum „175 Jahre Technische Universität Chemnitz“. Chemnitz 2015. (Volltext)
- Luther, Stephan; Lang, Heinrich: Beziehungen der Technischen Universität Chemnitz in den arabischen Raum in Vergangenheit und Gegenwart. In: Bildung und Erziehung, 69. Jg., Heft  1/ März 2016, S. 41–62.
- Luther, Stephan: Die Anfänge der Zeichenausbildung in Chemnitz. Chemnitz 2017. (Volltext: pdf)
- Luther, Stephan (Hrsg.): Carl Julius von Bach. Praktiker – Wissenschaftler – Mensch. Chemnitz 2022. (Volltext)